# フローラ・マクドナルド
フローラ・マクドナルド（英語: Flora MacDonald、スコットランド・ゲール語: Fionnghal nic Dhòmhnaill、1722年 – 1790年3月4日）は、スリートのマクドナルド氏族の一員であり、1746年4月のカロデンの戦いに敗れたチャールズ若僭王が追っ手を巻く時に援助したことで知られる。フローラの家族は1745年ジャコバイト蜂起でイギリス政府を支持しており、フローラは後に若僭王の境遇への同情から手を貸したと主張した。
フローラは若僭王に援助した廉で逮捕され、ロンドン塔に投獄されたが、1747年6月に恩赦され、1750年にアラン・マクドナルド（Allan MacDonald）と結婚した後1774年にノースカロライナ植民地に移住した。しかし、アメリカ独立戦争でイギリス政府を支持したためアメリカでの領地を失い、2人はスコットランドに戻った。フローラは1790年に、アランは1792年に死去した。

## 初期の経歴

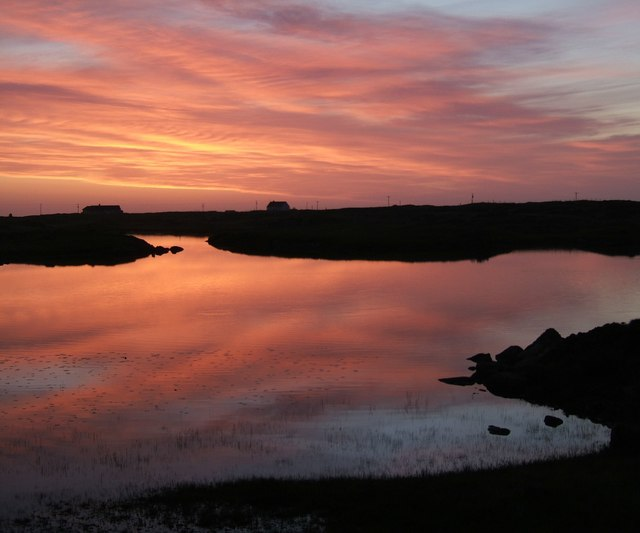
フローラの出生地サウス・ウイスト島。

1722年、ラナルド・マクドナルド（Ranald MacDonald、1723年没）と2人目の妻マリオン（Marion）の3人目の子供として、アウター・ヘブリディーズのサウス・ウイスト島ミルトンで生まれた。父ラナルドは下級ジェントリであり、ミルトンとバリヴァニックのタックスマン（地主）である。兄弟にアンガス（Angus）とロナルド（Ronald）がおり、アンガスは後にミルトンを継承し、ロナルドは早世した。
生まれた直後に父を亡くし、母は1728年にスカイ島出身のヒュー・マクドナルド（Hugh MacDonald、1780年没?）と再婚した。フローラは父のいとこアレクサンダーに育てられており、エディンバラで教育を受けた説もあるが確証は得られていない。また、マクドナルド氏族は一部がカトリックのままだったが、フローラの家族は長老派教会に属した。

## チャールズ若僭王への援助

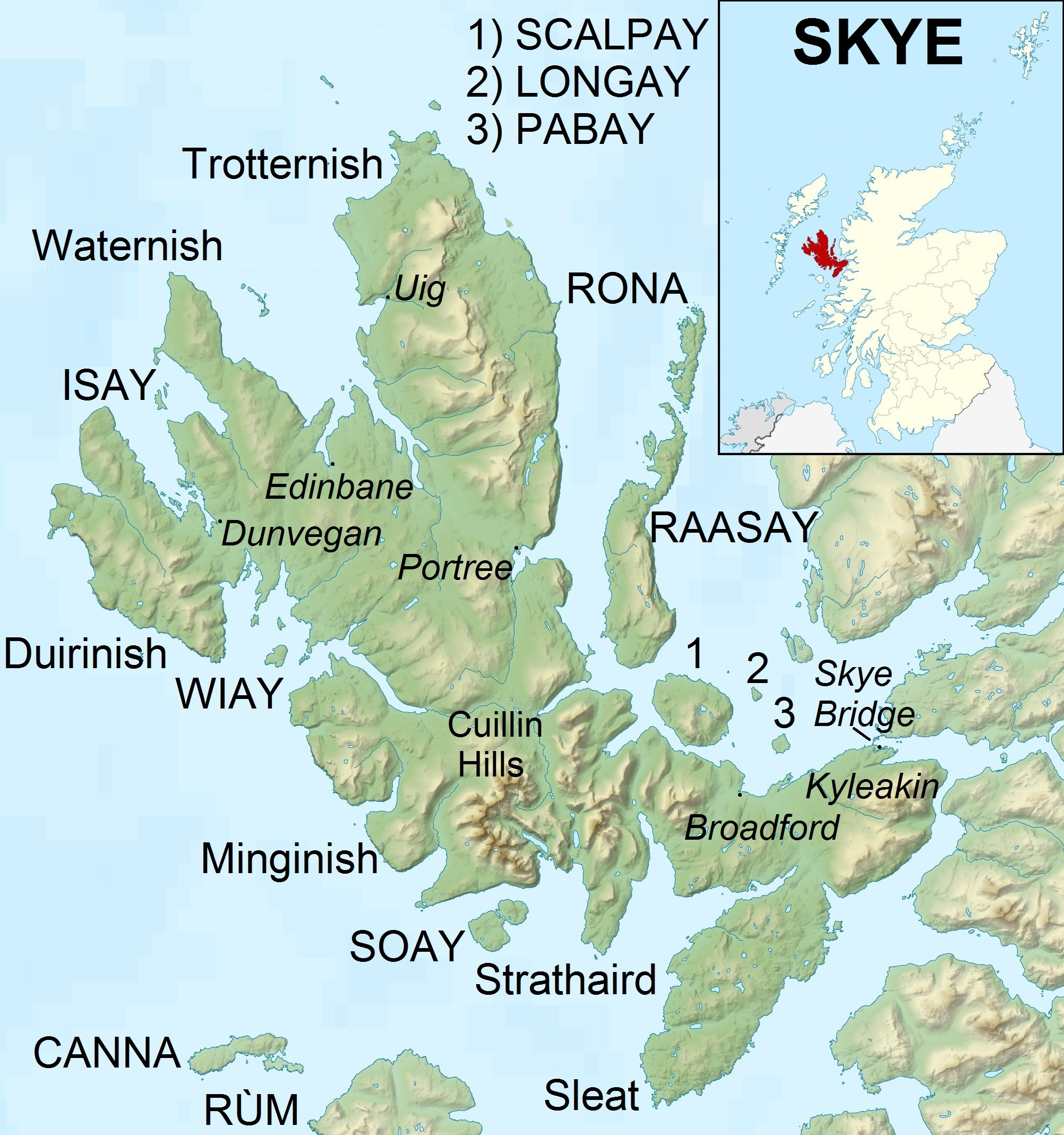
スカイ島とラーゼイ島の地図。

1746年6月のカロデンの戦いに敗れたチャールズ・エドワード・ステュアート（チャールズ若僭王）は数人の副官とともにアウター・ヘブリディーズのベンベキュラ島に落ち延びたが、フローラはちょうど同時期にベンベキュラ島を訪れていた。アントリム県出身で若僭王に同伴していたコン・オニール大尉（Conn O'Neill）はフローラの遠戚であり、彼はフローラに助けを求めた。
フローラの出身氏族であるスリートのマクドナルド氏族は1745年ジャコバイト蜂起に参加しておらず、ベンベキュラ島もフローラの継父ヒュー率いる政府側の民兵隊が支配していたが、フローラはこの伝手があったおかげでスコットランド本島への渡航許可を申請できた。ただし、フローラはもし捕まった場合には家族も影響を受けることを恐れ、一時は躊躇した。もっとも、後の証言ではヒュー自らが若僭王に捜索隊の目から逃れるための隠れ場所を教えたとされ、フローラが実際に冒した危険はそれほどのものではない可能性もある。
そして、フローラには使用人2人と船員6人を含めるスコットランド本島への渡航許可が与えられ、その中には若僭王扮する「ベティー・バーク」（Betty Burke）というアイルランド人使用人も含まれた。6月27日、一行はスカイ島キルブライド近くのモンクスタット（Monkstadt）にあるアレクサンダー（フローラの父のいとこ）の邸宅近くで上陸した。アレクサンダーが不在だったため、その妻マーガレットは家令とともに若僭王に宿を与えた。家令は若僭王に対し、変装で逆に怪しく見えたためそれを外すよう助言したという。翌日、若僭王はスカイ島ポートリーから出港してラーゼイ島に渡ったが、フローラはスカイ島に残り、以降2人が再会することはなかった。

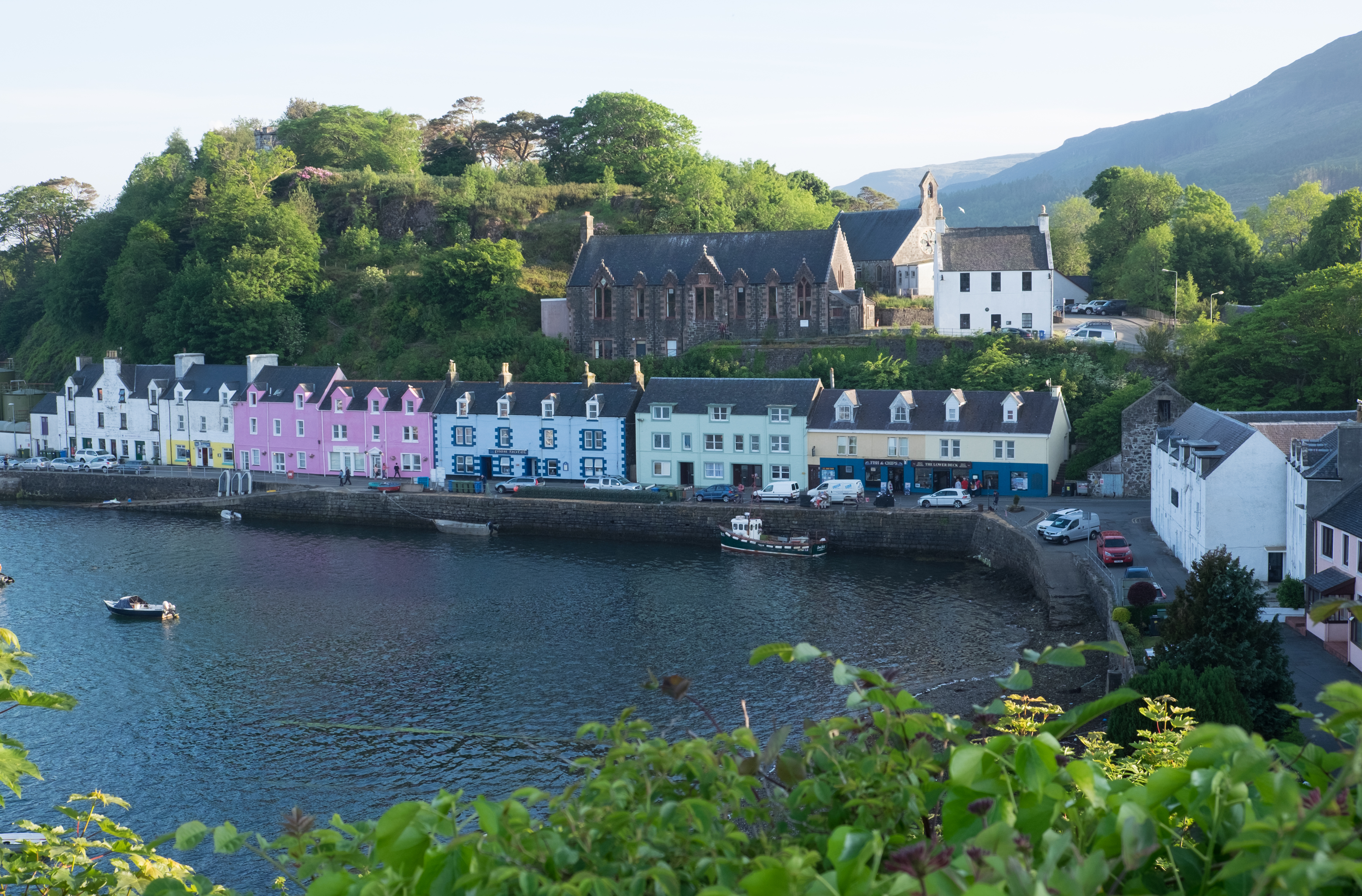
1746年6月28日、フローラと若僭王が別れた場所であるポートリー港。

2週間後、船員たちがイギリス政府に拘留され、自白した。フローラとマーガレットの家令も逮捕され、ロンドン塔に投獄されたが、マーガレットがスコットランド民事控訴院長ダンカン・フォーブズに掛け合ったおかげで「国王の使者」（King's Messenger）の監視のもとロンドン塔外で生活することができ、1747年6月恩赦法で完全に釈放された。当時の上流社会はフローラに合計1,500ポンドを寄付し、王太子フレデリック・ルイスも寄付者の1人だった。フローラは慈善行為として若僭王を助けたと王太子に述べ、たとえ慈善行為の対象が王太子だったとしても同様の行動をしただろうとも述べたという。
1750年11月6日、フローラは28歳でイギリス陸軍大尉アラン・マクドナルド（Allan MacDonald、1722年 – 1792年、マーガレットの家令の長男）と結婚した。2人はフロディガリーに住み、アランの父が1772年に死去するとその遺産を継承した。作家サミュエル・ジョンソンは1773年にスカイ島を訪れたとき、フローラに会ったが、彼女を「柔らかな容貌、穏やかな物腰、優しい魂、エレガントな態度を有する女性」（a woman of soft features, gentle manners, kind soul and elegant presence）と形容した。また、キルミュアにあるフローラの記念碑の碑銘もジョンソンが書いたものだった。

## ノースカロライナ植民地への移住
アラン・マクドナルドは1756年から1763年までの七年戦争で第114歩兵連隊と第62歩兵連隊に所属して戦った。一方で商売には弱く、地代について氏族長ともめた末、1774年に妻フローラとともにノースカロライナ植民地のアンソン郡に移住した。2人はマウンテン・クリーク（Mountain Creek）近くの「キリグレイ」（Killegray）という地所に居を構えた。1775年にアメリカ独立戦争が勃発すると、アランは王党派のノースカロライナ民兵隊に「アンソン大隊」（Anson Battalion、約1千人）と呼ばれる大隊を招集、息子のアレクサンダーとジェームズも入隊した。イギリスの輸送船からの物資を受け取るために海岸に向かうこととなったが、その途中の1776年2月28日にアメリカ軍の襲撃を受け（ムーアズクリーク橋の戦い）、アランが捕虜になった。
1777年4月、ノースカロライナ植民地会議は王党派の財産を没収し、フローラも全財産を失ってキリグレイから追われた。夫アランは18か月間の捕虜生活を経て1777年9月に釈放された後、ノバスコシアのフォート・エドワードで第84歩兵連隊の隊長を務めることとなり、フローラは1778年8月にアランと合流した。

## スカイ島での晩年
フローラはハリファックスで厳しい冬を過ごした後、1779年9月にイギリスの私掠船ダンモア（Dunmore）でロンドンに渡航した。しかし、途中で腕を怪我し、健康も悪化したため、スコットランドに戻るのは1780年春のこととなった。その後数年間はダンヴェガン（婿でスカイ島におけるマクドナルド家に次ぐ地主であるアレクサンダー・マクロードの邸宅がある場所）など各地の家族のところを転々とした。ノースカロライナでの領地の没収に対し、賠償金が支払われたが、その金額ではノバスコシアに住むことができなかったため、アランは1784年にスコットランドに戻った。元の住処であるキングスバーグはフローラの異母姉妹とその夫が住んでいたため、フローラとアランはその近くのペンデュイン（Penduin）に住んだ。
1790年、フローラは68歳で死去、キルミュア墓地で埋葬された。夫アランは1792年9月に死去した。2人は5男2女をもうけ、うち1男は1781年に、もう1男は1782年に海難死したが、三男ジョンはインドで財産を成し、両親の晩年を幾ばくか過ごしやすくした。

## 死後

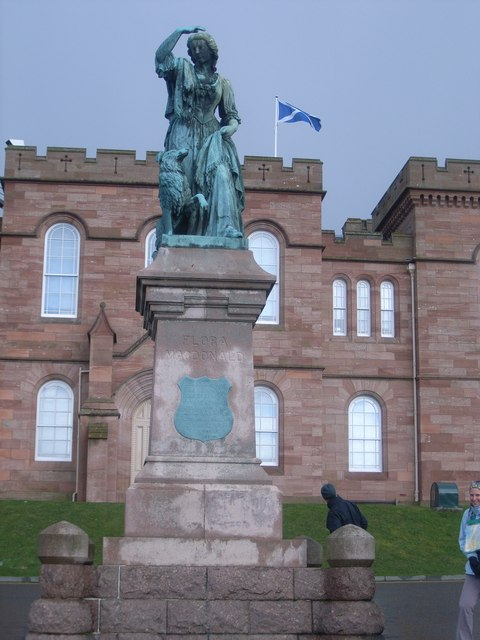
1896年にインヴァネス城で立てられたフローラの彫像。

若僭王の逃走劇の描写では若僭王自身にスポットライトを当てることが多く、フローラは副次的な役割に降格され、公正な評価を受けなかった。彼女は若僭王との一件について話すことがほとんどなく、若僭王がポートリーから出港した以降に2人が再会することもなかった。このとき、フローラの行動の動機の1つに「若僭王の存在がフローラ一家を危険に晒している」ということが考えられるという。
ヴィクトリア朝におけるスコットランド文化で代表的だったのはタータンや19世紀末に創設されたバーンズ・サパーとハイランドゲームズであり、人物ではスコットランド女王メアリーやチャールズ若僭王などであった。フローラははじめ注目を受けず、スコットランド文化で代表的な人物になったのは1878年にフローラの「自伝」という書籍が出版されたときだった。この自伝は誤りが多すぎて、フローラ本人の作品ではなく孫娘のフローラ・フランシス・ワイルド（Flora Frances Wylde）による代作とされる。また、アレクサンダー・チャールズ・ユワルド（1842年 – 1891年）が自身の作品『The Life and Times of Prince Charles Edward Stuart』でフローラの貢献に言及したこともフローラが広く知られるようになる一因であるという。
1884年、サー・ハロルド・ボルトン（後の第2代準男爵）が既存のメロディーに歌詞を付け、ザ・スカイ・ボート・ソング（The Skye Boat Song。若僭王が小舟で逃げるときの経歴を描写した作品で、フローラも言及されている）と曲名をつけた。直後にはハイランド・ダンスの『フローラ・マクドナルドの空想』（Flora MacDonald's Fancy）が初演され、1896年にはフローラの銅像がインヴァネス城に立てられた。米国ノースカロライナ州レッド・スプリングスのフローラ・マクドナルド・カレッジ（1896年にレッド・スプリングス・セミナリーとして開校、1914年にフローラ・マクドナルド・アカデミーに改名、1961年閉校。1974年に同地でフローラ・マクドナルド・アカデミーが開校）はフローラを記念して名付けられたものである。また、スコットランド郡ハイランドゲームズは2009年まで同校舎で開催された。
スコットランドの肖像画家アラン・ラムゼイはフローラの肖像画を数度描いたが、その多くは現存しない。この記事の冒頭で使われている肖像画はフローラがロンドン塔から釈放された後の1749年から1750年頃に描かれたものであり、2015年にはそれまで知られていないフローラの肖像画がフロリダ州で発見された。この新しく発見された肖像画もラムゼイの作品とされ、フローラがノースカロライナに移住したときに肖像画を持って行ったという説が唱えられた。